# 佐伯侑馬
佐伯 侑馬（さえき ゆうま、2002年12月27日 - ）は、日本のプロボクサー。和歌山県出身。大橋ボクシングジム所属。
トレーナーは元日本フライ級1位の北野良。

## 来歴

### プロキャリア
2023年1月10日、東京都の後楽園ホールにて、プラチャノ・ミンプラチャと50.0kg契約6回戦を行い、3回2分38秒TKO勝ちを収め、プロデビュー戦を白星で飾った。
2023年5月9日、東京都の後楽園ホールにて、鈴木尊虎（トコナメ）と50.0kg契約6回戦を行い、5回43秒TKO勝ちを収めた。
2023年9月12日、東京都の後楽園ホールにて、ナチャポン・ウイチャイタと49.0kg契約6回戦を行い、4回47秒TKO勝ちを収めた。
2024年1月9日、東京都の後楽園ホールにて、ウッティチャイ・モントゥリと50.0kg契約8回戦を行う予定だったが、相手側の棄権により試合が中止となった。
2024年4月25日、東京都の後楽園ホールにて、宮澤蓮斗（松田）と日本ミニマム級ユース王座決定戦を行い、8回判定1-2（76-75、75-76 × 2）の判定負けでプロ初黒星を喫すると共に王座獲得に失敗した。
2025年5月13日、東京都の後楽園ホールにて、瀬筒陸斗（M.T）と日本ミニマム級ユース王座決定戦を行い、8回1分52秒KO勝ちを喫し、王座獲得に失敗した。

## 戦績
- アマチュアボクシング：29戦 22勝 (7RSC) 7敗
- プロボクシング：5戦 3勝 (3KO) 2敗

| 戦           | 日付          | 勝敗 | 時間    | 内容    | 対戦相手                 | 国籍 | 備考                           |
| ------------ | ------------- | ---- | ------- | ------- | ------------------------ | ---- | ------------------------------ |
| 1            | 2023年1月10日 | ☆    | 3R 2:38 | TKO     | プラチャノ・ミンプラチャ | タイ | プロデビュー戦                 |
| 2            | 2023年5月9日  | ☆    | 5R 0:43 | TKO     | 鈴木尊虎（トコナメ）     | 日本 |                                |
| 3            | 2023年9月12日 | ☆    | 2R 0:47 | TKO     | ナチャポン・ウイチャイタ | タイ |                                |
| 4            | 2024年4月25日 | ★    | 8R      | 判定1-2 | 宮澤蓮斗（松田）         | 日本 | 日本ミニマム級ユース王座決定戦 |
| 5            | 2025年5月13日 | ★    | 8R 1:52 | KO      | 瀬筒陸斗（M.T）          | 日本 | 日本ミニマム級ユース王座決定戦 |
| テンプレート |               |      |         |         |                          |      |                                |

## 獲得タイトル
アマチュア
- 全国高等学校総合体育大会ボクシング競技大会ベスト8
- 国民体育大会ボクシング競技3位